# Tjåkkalisjaure
Tjåkkalisjaure är en sjö i Gällivare kommun i Lappland och ingår i Luleälvens huvudavrinningsområde. Sjön har en area på 1,46 kvadratkilometer och ligger 832 meter över havet. Tjåkkalisjaure ligger i Sjaunja Natura 2000-område. Sjön avvattnas av vattendraget Luottojåkkå (Tåresjåkkå).

## Delavrinningsområde
Tjåkkalisjaure ingår i det delavrinningsområde (750465-164369) som SMHI kallar för Utloppet av Tjåkkalisjaure. Medelhöjden är 864 meter över havet och ytan är 6,66 kvadratkilometer. Det finns inga avrinningsområden uppströms utan avrinningsområdet är högsta punkten. Luottojåkkå (Tåresjåkkå) som avvattnar avrinningsområdet har biflödesordning 3, vilket innebär att vattnet flödar genom totalt 3 vattendrag innan det når havet efter 361 kilometer. Avrinningsområdet består mestadels av kalfjäll (78 procent). Avrinningsområdet har 1,46 kvadratkilometer vattenytor vilket ger det en sjöprocent på 21,8 procent.